# Haetera

Haetera é um gênero de borboletas neotropicais da família Nymphalidae e subfamília Satyrinae, proposto por Fabricius no ano de 1807. São borboletas com asas arredondadas e extremamente translúcidas, com pequenos ocelos nas asas posteriores, em número de dois em cada asa, e mancha de cor âmbar ou vermelha.

## Espécies
Existem duas espécies descritas no gênero Haetera:
- Haetera piera (Linnaeus, 1758) - espécie-tipo[4]
- Haetera macleannania (Bates, 1865)[2]